# 서인천우체국
서인천우체국(西仁川郵遞局)은 과학기술정보통신부 우정사업본부 경인지방우정청 소속의 우편물 취급기관이다. 인천광역시 서구 서곶로 318(심곡동)에 있다.

## 연혁
- 1995년 12월 5일: 청사 준공
- 1996년 3월 15일: 서인천우체국 개국(2과 9계)
- 1997년 10월 1일: 편제개편(3과 1실)
- 2001년 5월 1일: 관리기능 광역화(김포, 강화 편입)
- 2005년 1월 1일: 인천연희동우체국 폐국[1]
- 2010년 11월 8일: 우편구역을 서구 전 지역으로 고시[2]
- 2014년 1월 1일: 피광역국 축소(김포우체국 4급관서 승격), 우편구역을 다음과 같이 고시[3]

| 배달국       | 배달구역    | 구역번호      |
| ------------ | ----------- | ------------- |
| 서인천우체국 | 서구 전지역 | 22600 ~ 22848 |

- 2016년 12월 30일: 기존 인천 서구 가정로 146에 있던 인천가좌1동우편취급국 위탁계약 해지로 폐국[4]
- 2017년 1월 2일: 인천 서구 건지로 278에 인천가좌1동우편취급국 재개국[4]
- 2020년 1월 2일 : 인천공단우체국 폐국[5]
- 2020년 5월 1일 : 인천청라3동우편취급국 설치[6]
- 2020년 5월 4일 : 창구망 과밀 해소 및 대체창구망 신설을 위해 인천신현동우편취급국을 인천광역시 서구 염곡로 345 (신현동)에서 인천광역시 서구 가재울로 72 (가좌동)으로 이전 및 인천공단우편취급국으로 명칭 변경[7]

## 관할 우체국
| 우체국명              | 사진 | 주소                                       | 비고                                                      |
| --------------------- | ---- | ------------------------------------------ | --------------------------------------------------------- |
| 검단우체국            |      | 인천광역시 서구 검단로 487(마전동)         |                                                           |
| 인천가정동우편취급국  |      | 인천광역시 서구 가정로406번길 18(가정동)   |                                                           |
| 인천가좌1동우편취급국 |      | 인천광역시 서구 건지로 278(가좌동)         | 2017년 1월 2일 위치 이전해 재설치                         |
| 인천가좌2동우체국     |      | 인천광역시 서구 원적로96번길 27(가좌동)    |                                                           |
| 인천검암동우체국      |      | 인천광역시 서구 검암동 승학로 404(경서동)  |                                                           |
| 인천공단우체국        |      | 인천광역시 서구 가재울로 72(가좌동)        | 2020년 1월 2일 폐국                                       |
| 인천공단우편취급국    |      | 인천광역시 서구 가재울로 72(가좌동)        | 2020년 5월 4일 인천신현동우편취급국에서 명칭 변경 및 이전 |
| 인천불로동우편취급국  |      | 인천광역시 서구 검단로 807(불로동)         |                                                           |
| 인천석남동우체국      |      | 인천광역시 서구 가정로 314(석남동)         |                                                           |
| 인천연희동우체국      |      | 인천광역시 서구 심곡동 325-7               | 2005년 1월 1일 폐국                                       |
| 인천원당우체국        |      | 인천광역시 서구 고산후로121번길 38(원당동) |                                                           |
| 인천청라1동우체국     |      | 인천광역시 서구 청라라임로 52(연희동)      |                                                           |
| 인천청라3동우편취급국 |      | 인천광역시 서구 청라한내로 96 (청라동)     | 2020년 5월 1일 신설                                       |

## 조직
- 영업과
  - 금융팀
  - 우편팀
  - 고객지원실
- 우편물류과
  - 운용실
  - 소포실
- 지원과
- 경영지도실